# Lacul Natron
Lacul Natron este un lac sărat situat în nordul Tanzaniei, aproape de granița cu Kenya, în ramura de est a Riftului African. Lacul Natron a fost  numit astfel, tocmai pentru că bazinul său adăpostește un amestec natural de substanțe, care poartă chiar denumirea de natron (carbonat de sodiu decahidrat, Na2CO3x10H20), un „coctail” utilizat în antichitate de către egipteni, la ritualurile de mumificare, această substanță a ajuns aici din cauza erupțiilor vulcanice acumulată din apropiere. 
Temperatura lacului poate ajunge la 60° C (140° F), și în funcție de precipitații, alcalinitatea poate ajunge la un pH de 9 - 10.5 (aproape la fel de alcalin ca amoniacul).
Tanzania este singurul loc din lume în care poate fi regăsit un astfel de lac, cu o concentrație de substanțe provenite din erupțiile vulcanice acumulate în vecinătatea sa, care ucide și transforma în „stane de piatră”, păsările ce ating suprafața apelor sale, conservându-le într-o formă aproape perfectă, asemenea unor exponate dintr-un muzeu lugubru.

## Flora
Culoarea lacului este caracteristică celor în care apar rate foarte ridicate de evaporare. Apa se evaporă în timpul sezonului uscat iar nivelul de salinitate crește până la punctul în care microorganismele iubitoare de sare încep să prospere. Astfel de organisme halofile includ unele cianobacterii (alge albastre-verzi), care își procură propria lor hrană prin fotosinteză precum plantele. Culoarea roșiatică a lacului este rezultatul fotosintezei, cianobacteriile producând un pigment roșu. Crusta de sare alcalină de pe suprafața lacului este, de asemenea, de multe ori de culoare roșie sau roz, produsă de microorganismele care trăiesc acolo. 

## Fauna
Temperatura ridicată (până la 60° C) și conținutul ridicat și foarte variabil de sare a lacului nu permit un trai normal al animalelor sălbatice. Cu toate acestea, este un habitat important pentru păsările flamingo și este casa unor alge endemice, nevertebrate iar în jurul marginilor trăiesc chiar pești care pot supraviețui în salinitatea apei de la marginea lacului. 
Chiar mai uimitor decât capacitatea păsării flamingo de a trăi în aceste condiții este faptul că cele două specii de pește endemice, (Alcopia latilabris și Alcolapia ndalalani), Alcolapia alcalica este, de asemenea, prezent în lac, dar nu endemic, prosperând în apele de la marginile lacului. 

## Amenințări și prezervare
Zona din jurul lacului nu este locuită, dar există unele turme și unele cultivări sezoniere. O nouă amenințare a Lacului Natron este dezvoltarea propusă a unei instalații de sodă calcinată pe malurile sale. Uzina va pompa apa din lac și va extrage carbonatul de sodiu pentru a fi transformat în detergent pentru export. Datorită biodiversității sale unice, Tanzania a inclus bazinul Lacului Natron în lista a Zonelor umede de importanță internațională în data de 4 iulie 2001. 
Lacul este, de asemenea, ecoregiune a World Wildlife Fund.